# 沙特阿拉伯审查制度
多种形式的媒体，包括书籍、报纸、杂志、电影、电视和互联网上发布的内容在沙特阿拉伯受到审查。
沙特政府密切监视媒体，并根据官方国家法律对其进行限制。已进行更改以减轻这些限制;然而，一些政府主导的信息控制措施也引起了国际关注。2014年，无国界记者组织将沙特阿拉伯描述为“对沙特媒体和互联网的无情审查”，2018年，它将沙特阿拉伯的新闻自由排在180个国家中的第169位。